# Sewen

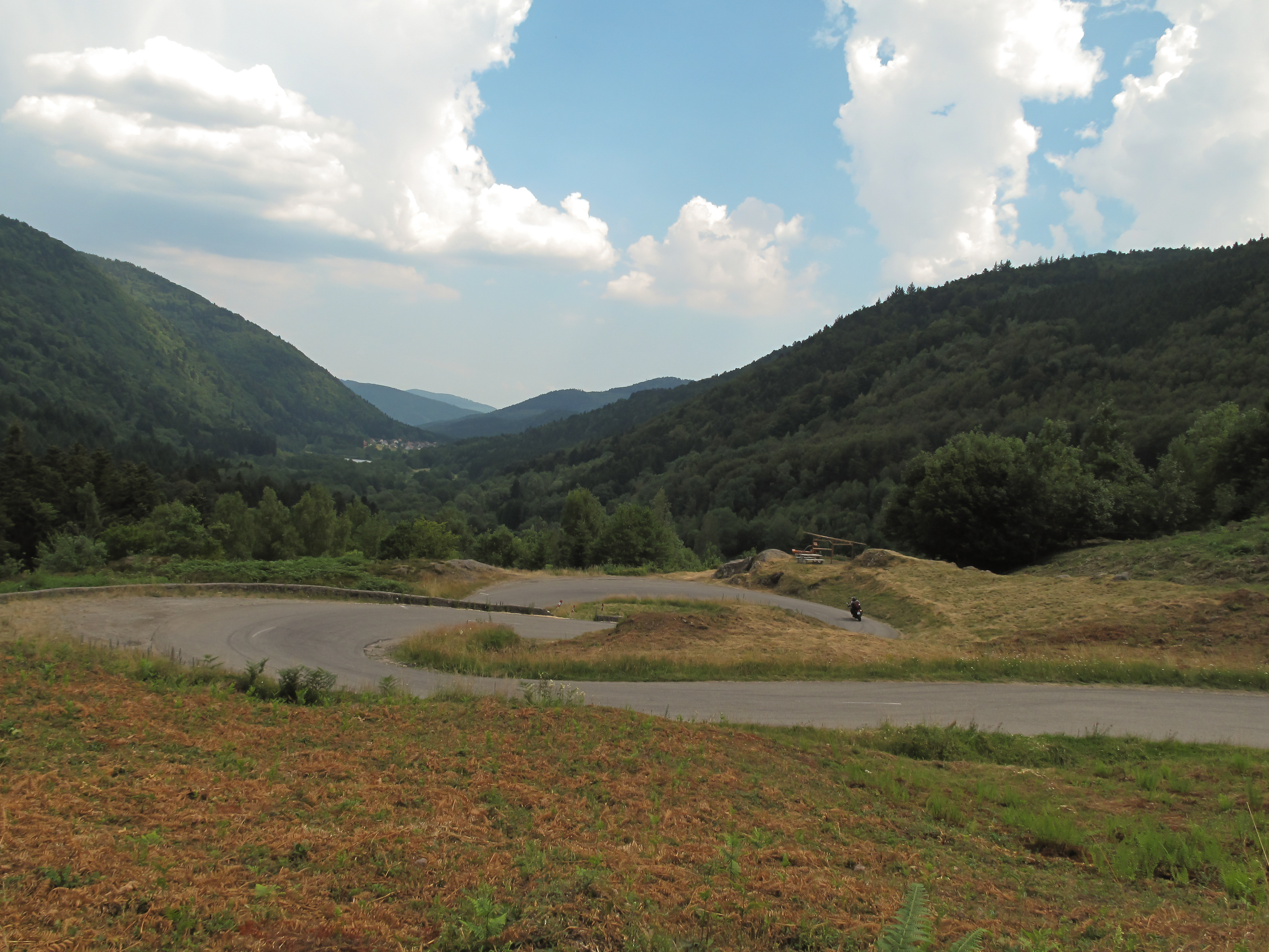
Zwischen Sewen und La Gentiane, Panorama

Sewen ist eine französische Gemeinde mit 488 Einwohnern (Stand 1. Januar 2022) im Département Haut-Rhin in der Region Grand Est (bis 2015 Elsass). Sie gehört zum Arrondissement Thann-Guebwiller, zum Kanton Masevaux-Niederbruck und zum Gemeindeverband Vallée de la Doller et Soultzbach.

## Geographie
Die Gemeinde Sewen liegt am Fuß des Elsässer Belchen (Ballon d’Alsace) in den Vogesen, zu dem hinauf die Hauptstraße des Ortes führt. Die Gemeinde liegt im Regionalen Naturpark Ballons des Vosges. Im Gemeindegebiet entspringt die Doller.
Sewen ist die westlichste Gemeinde des Départements Haut-Rhin. An der Nordostflanke des Elsässer Belchens liegen im Abstand von 300 Metern zwei „Dreiländerecke“ – hier treffen die vier Départements Vosges, Haut-Rhin, Haute-Saône und Territoire de Belfort zusammen. Der Elsässer Belchen bildet einen Teil der Rhein-Rhône-Wasserscheide.
Zur Gemeinde zählen die Weiler Alfeld, Hinteralfeld und Lerchenmatt. Der Alfelder See (Lac d’Alfeld), ein 9,2 Hektar großer Stausee, der 1884–1887 errichtet wurde dient in erster Linie dem Ausgleich des Wasserhaushalts im Flusssystem (Hochwasser- und Austrocknungsschutz). Er wird vom Département betrieben. Ein weiterer See im Gemeindegebiet ist der Sewener See (Lac de Sewen). Die beiden Seen sind auch Ursprung des Namens der Gemeinde, der sich aus den keltischen Worten See und Ven ableitet und „unweit vom See“ bedeutet.
Nachbargemeinden von Sewen sind Dolleren und Oberbruck im Osten, Riervescemont im Süden, Lepuix und Plancher-les-Mines (Berührungspunkt) im Südwesten sowie Saint-Maurice-sur-Moselle im Nordwesten.

## Geschichte
Von 1871 bis zum Ende des Ersten Weltkrieges gehörte Sewen als Teil des Reichslandes Elsaß-Lothringen zum Deutschen Reich und war dem Kreis Thann im Bezirk Oberelsaß zugeordnet.

### Bevölkerungsentwicklung
| Jahr      | 1910 | 1962 | 1968 | 1975 | 1982 | 1990 | 1999 | 2007 | 2019 |
| Einwohner | 761  | 586  | 604  | 552  | 516  | 539  | 530  | 525  | 498  |

## Sehenswürdigkeiten
- Pfarrkirche Unserer Lieben Frau (Église Notre-Dame)

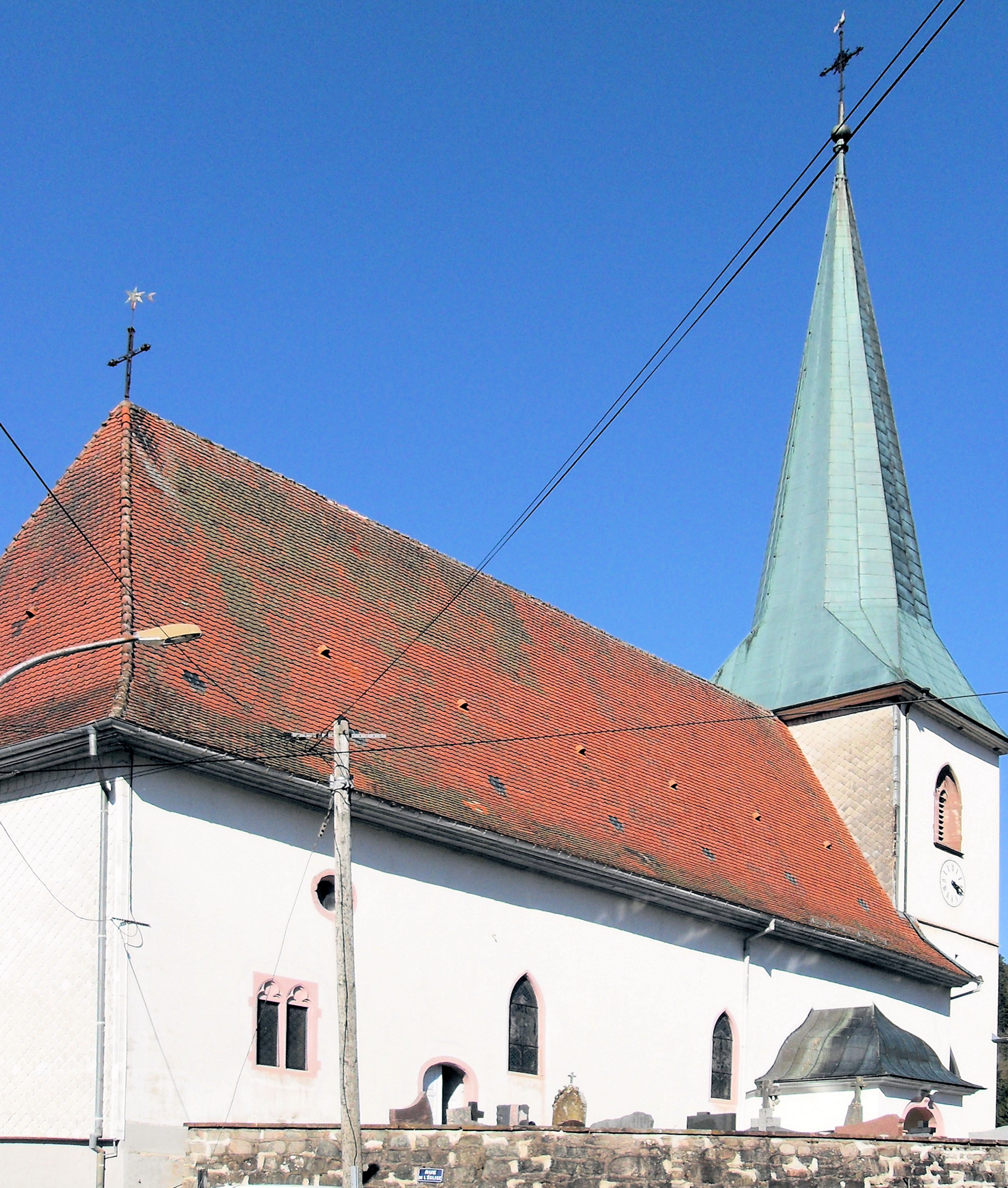
Südwestseite der Kirche
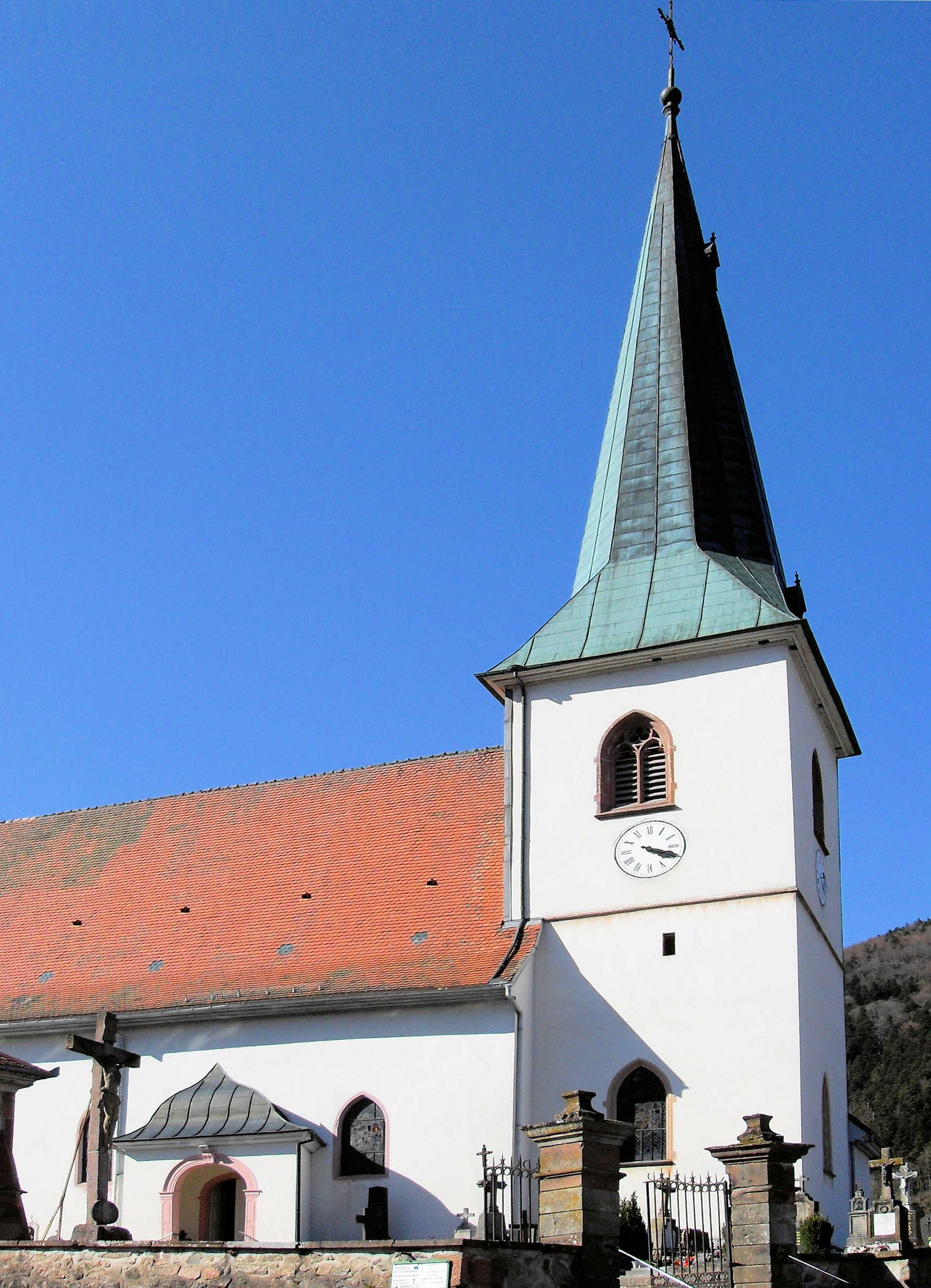
Südostseite der Kirche
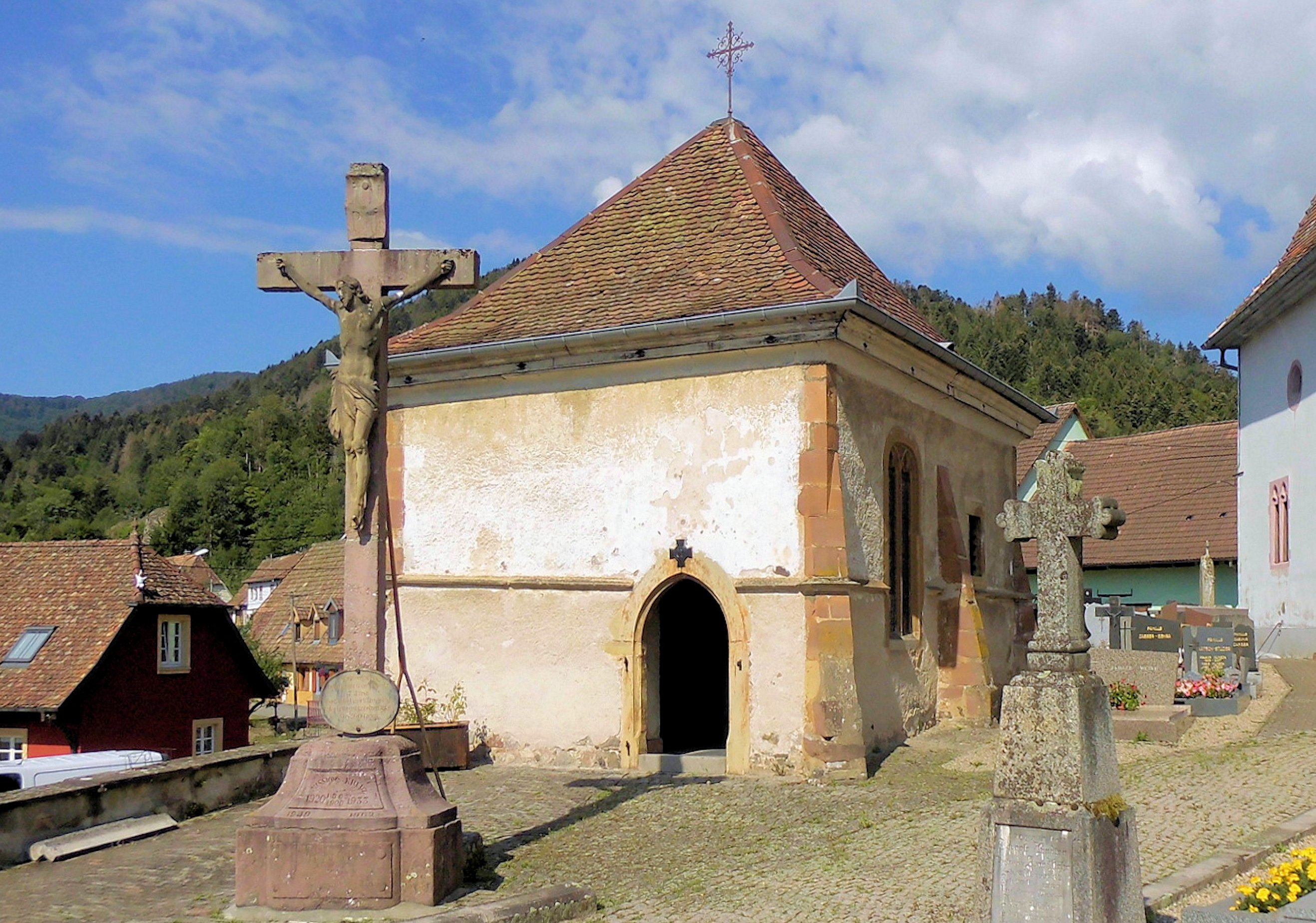
Friedhofskapelle neben der Kirche
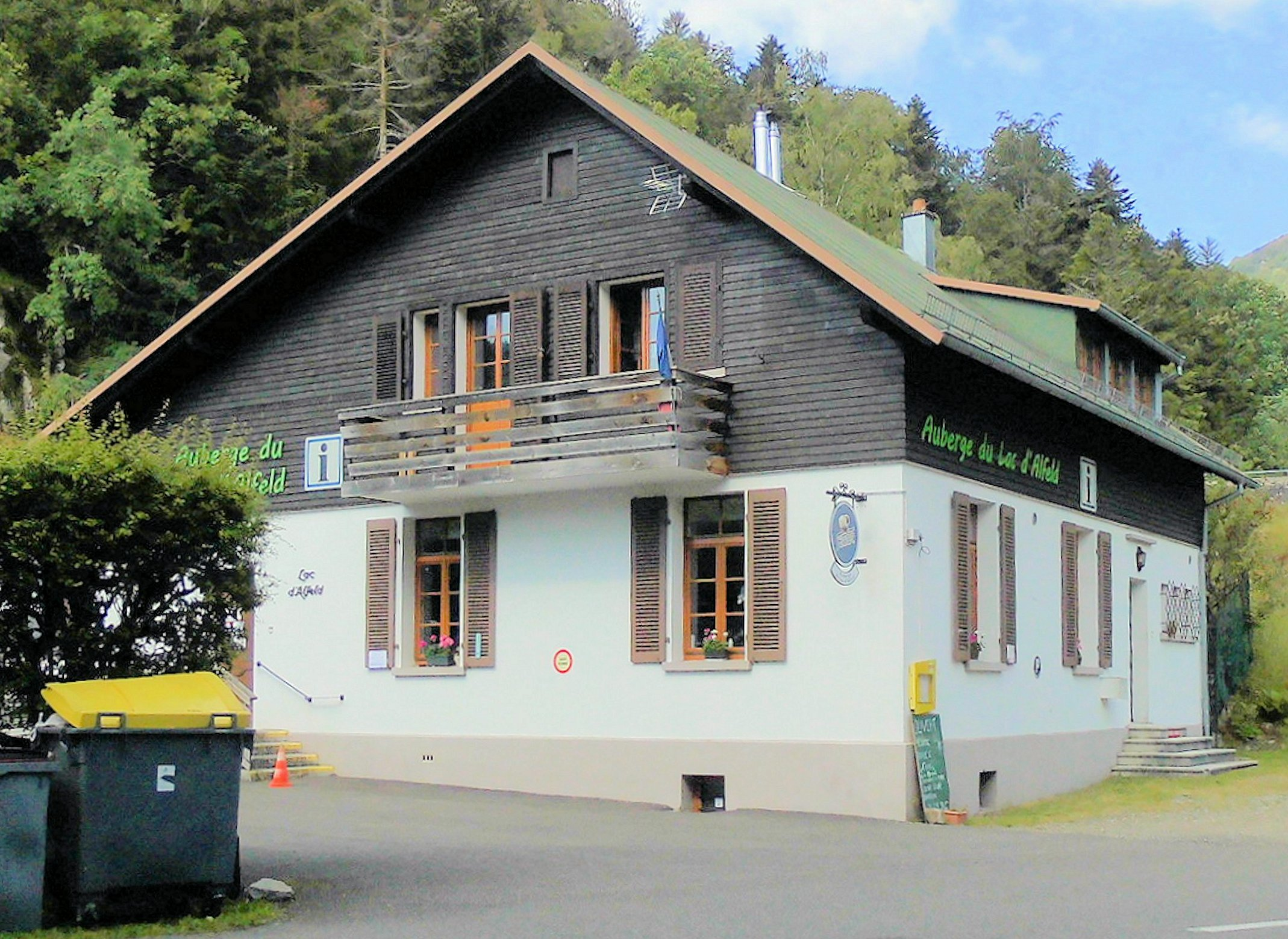
Hotel/Pension „Lac d'Alfeld“

## Nachweise
1. 1 2  Gemeindeverzeichnis Deutschland 1900 – Kreis Thann